# Mi-4直昇機
Mi-4直昇機（北約代號：獵犬）是蘇聯米爾設計局在20世紀50年代初推出的中型直昇機，可作軍用及民用，Mi-4直昇機被苏联大量外銷给第三世界國家，同时中華人民共和國因大量生产Mi-4直昇機仿製出的直-5直升机而成為其另一個主要生產國。

## 設計特點

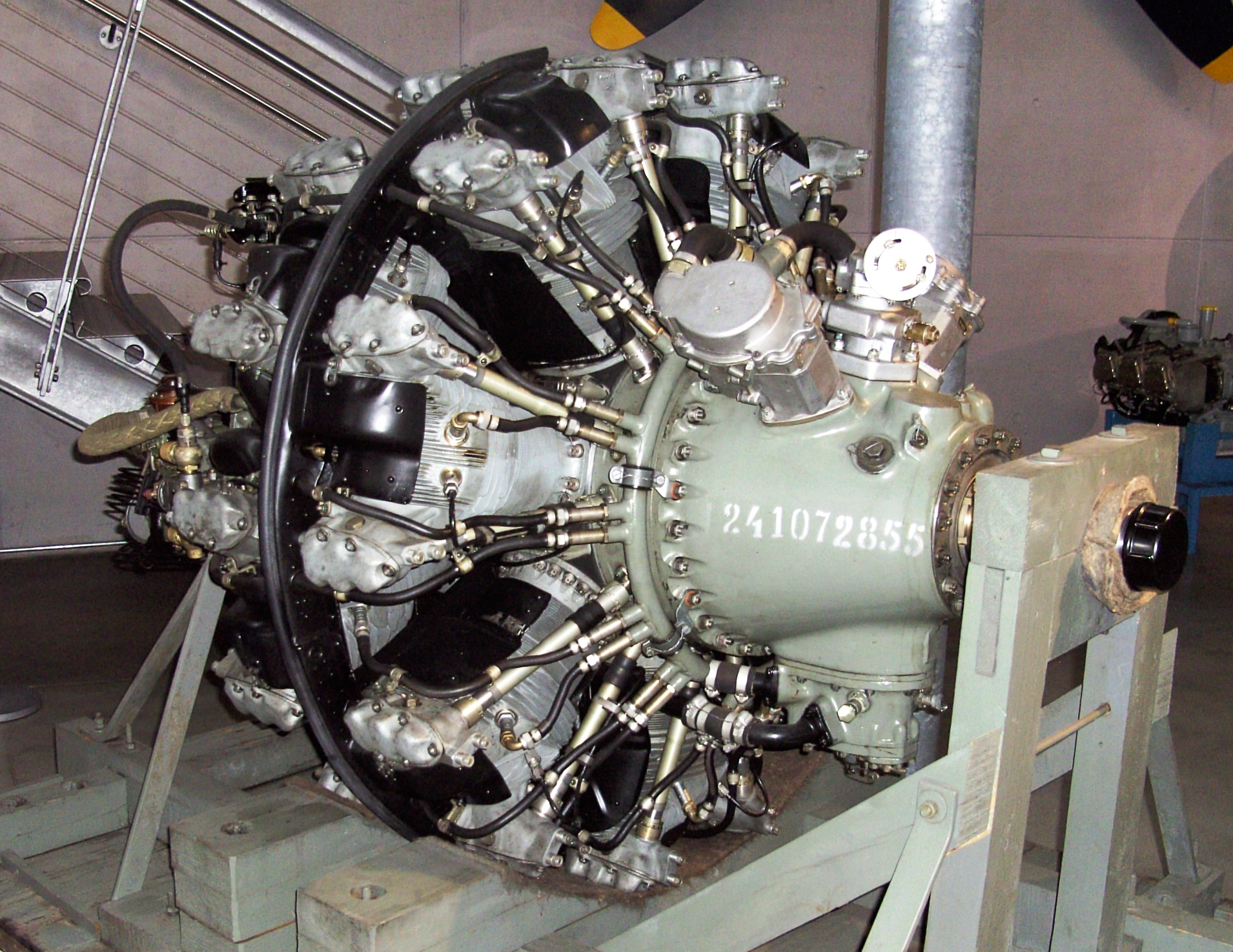
ASh-82風冷式發動機

Mi-4為尾螺旋槳式直昇機，由於推出年代尚早故仍使用二戰時期的ASh-82風冷式發動機，此種風冷发动機廣泛用於二戰時的蘇聯軍用機（例如La-7戰鬥機），此發動機安裝在機頭，通過傳動軸帶動一個四桨葉的螺旋槳和一個三桨葉的尾螺旋槳，螺旋槳最初是木製，後來改為金屬製，駕駛艙在發動機上方，機舱能乘坐16名全副武裝的士兵或1,600公斤貨物。機尾門為蚌殼式設計，此設計後來也成為蘇聯運輸直昇機的特色。起落架為固定式前4點設計，軍用武裝型的Mi-4還在機頭加上一挺機槍，在機身兩側各有2個火箭彈發射器。
Mi-4及其仿製型直-5大量用於軍用及民用航空，當中直-5於1976年的唐山大地震當中曾参与運送救援物資到唐山災區。

## 基本資料
- 乘員：2人（駕駛+副駕駛）+16名士兵
- 機長：16.8米
- 機高：4.4米
- 空重：5,100公斤
- 最大起飞重量：7,550公斤
- 最高速度：185公里/小時
- 航程：500公里
- 昇限：5,500米

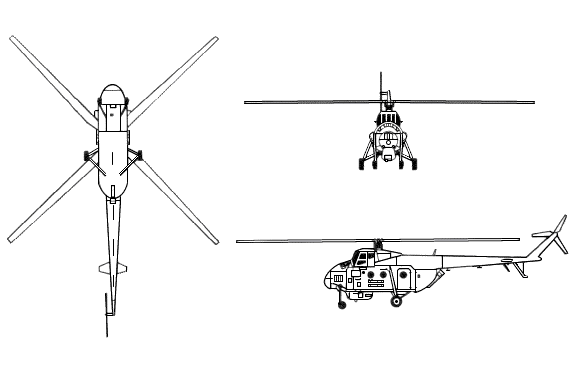
Mi-4三視圖

- 發動機：一俱ASh-82風冷發動機（1,675匹馬力）
- 載重量：1,600公斤

## 使用國家

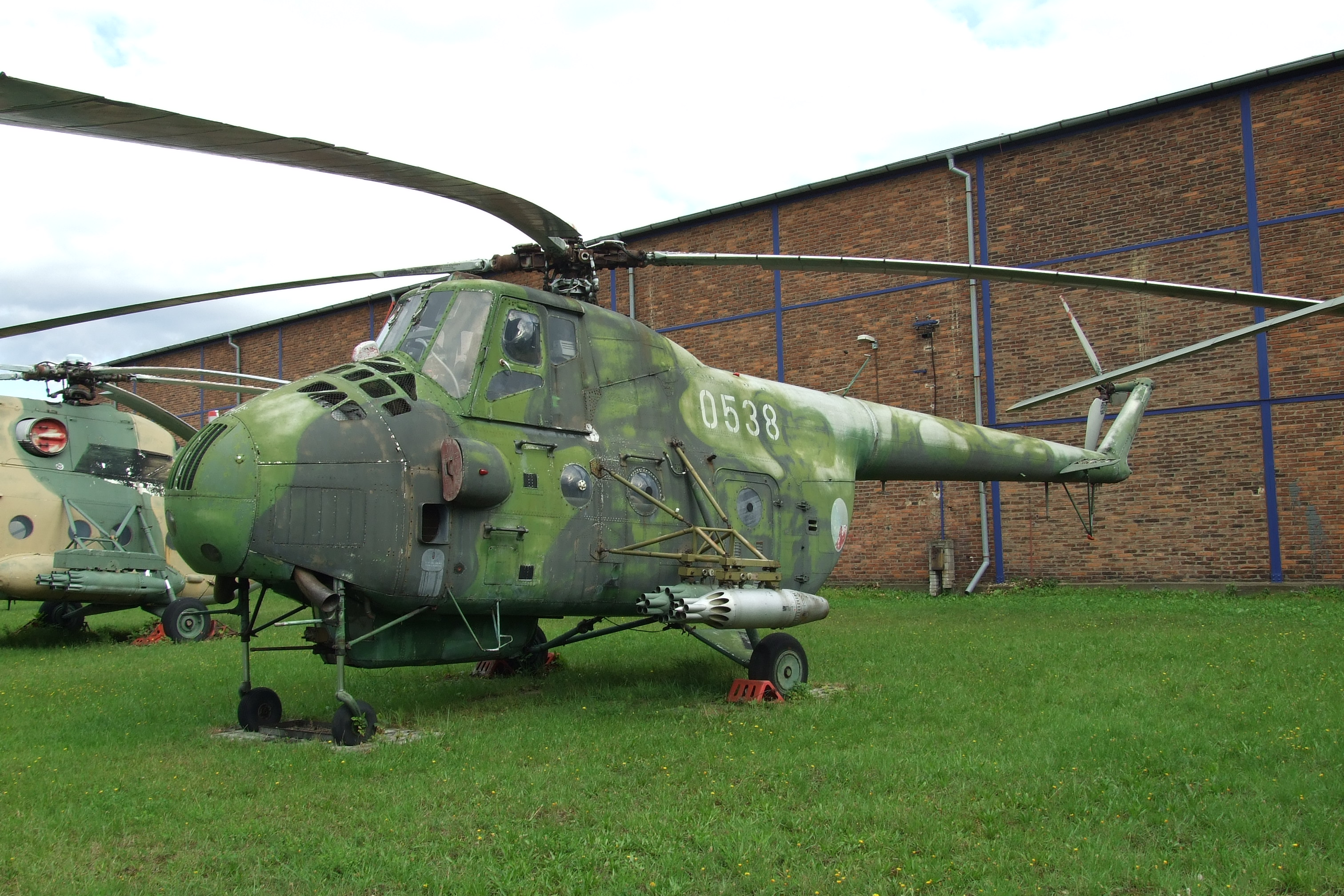
軍用武裝型Mi-4，請注意其機頭的機槍和機身兩側的火箭彈發射器

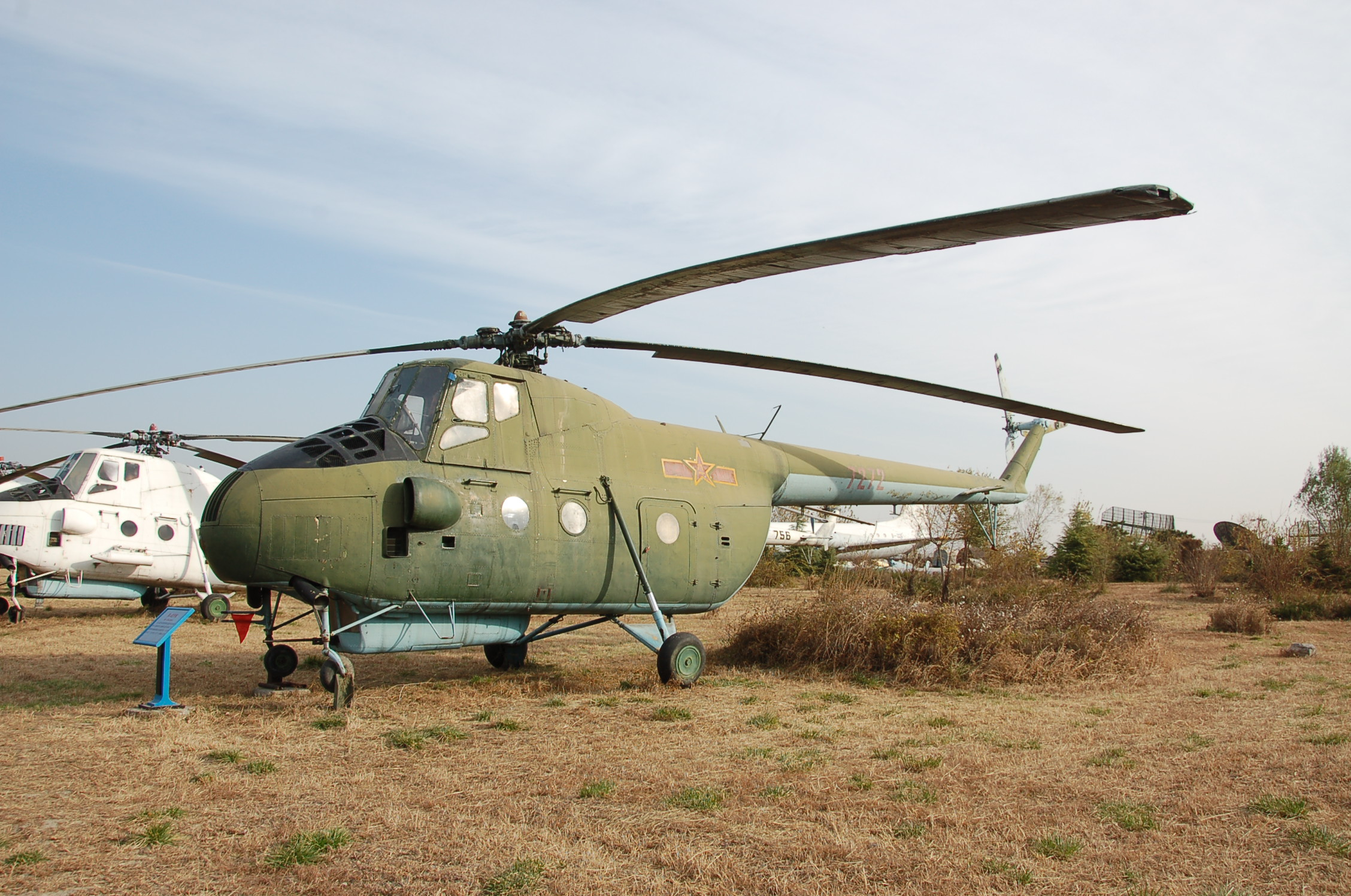
中國直-5為Mi-4的仿製型號

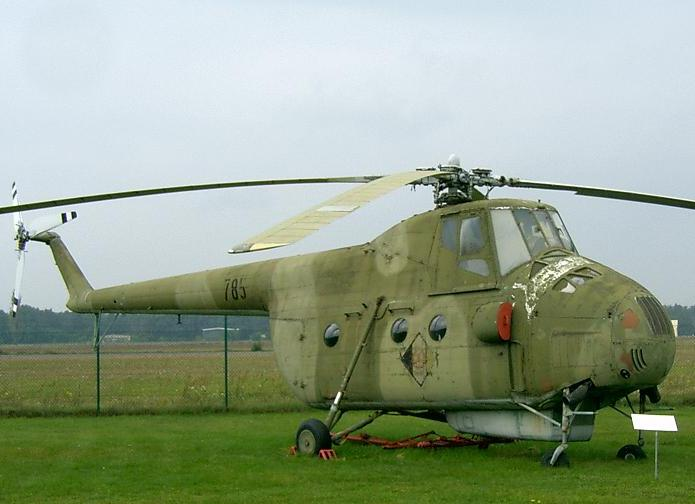
前東德的Mi-4

- 苏联
- 中华人民共和国[1]
- 阿富汗
- 阿尔巴尼亚
- 阿尔及利亚
- 安哥拉
- 保加利亚
- 柬埔寨
- 古巴
- 东德
- 埃及
- 芬兰
- 匈牙利
- 印度
- 印度尼西亞
- 伊拉克
- 蒙古国
- 波蘭
- 羅馬尼亞
- 叙利亚
- 苏丹
- 越南
- 葉門
- 南斯拉夫

## 外部連結
- （简体中文） 直-5 我国制造的第一种多用途直升机